# Cosby (TV-serie)
Cosby (originaltitel: The Cosby Show) är en amerikansk TV-serie, producerad av Carsey-Werner, som sändes ursprungligen på NBC den 20 september 1984 till den 30 april 1992.
Serien handlar om en afroamerikansk familj i övre medelklassen, boende i Brooklyn (det hus man använder sig av när man visar fasaden ligger dock i verkligheten i Greenwich Village på Manhattan). Fadern i familjen Huxtable, spelad av Bill Cosby, är gynekolog och hans fru, spelad av Phylicia Rashad, är jurist. Barnen i familjen har ofta en viss betydelse i handlingen.
Serien var väldigt populär under 1980-talet, både i USA och i Sverige.

## Rollista
| Bill Cosby            | – Dr Heathcliff "Cliff" Huxtable |
| Phylicia Rashad       | – Clair Hanks Huxtable           |
| Sabrina Le Beauf      | – Sondra Huxtable Tibideaux      |
| Lisa Bonet            | – Denise Huxtable Kendall        |
| Malcolm-Jamal Warner  | – Theodore Huxtable              |
| Tempestt Bledsoe      | – Vanessa Huxtable               |
| Keshia Knight Pulliam | – Rudy Huxtable                  |
| Geoffrey Owens        | – Elvin Tibideaux                |
| Joseph C. Phillips    | – Kapten Martin Kendall          |
| Raven-Symoné          | – Olivia Kendall                 |
| Erika Alexander       | – Pam Tucker                     |
| Earle Hyman           | – Russell Huxtable               |

## Priser
Emmy Awards
- Outstanding Comedy Series (1985)
- Outstanding Writing in a Comedy Series (1985) – Michael Leeson och Ed. Weinberger för pilot avsnitt
- Outstanding Directing in a Comedy Series (1985) – Jay Sandrich för "The Younger Woman"
- Outstanding Directing in a Comedy Series (1986) – Jay Sandrich för "Denise's Friend"
- Outstanding Guest Performer in a Comedy Series (1986) – Roscoe Lee Browne för "The Card Game"
- Outstanding Editing for a Series – Multi-Camera Production (1986) – Henry Chan för "Full House"

Golden Globe Awards
- Best TV Series – Comedy (1985)
- Best Performance by an Actor in a TV Series – Comedy – Bill Cosby (1985, 1986) 2 wins